# Ельник (Архангельская область)
Ельник — деревня в Холмогорском районе Архангельской области.

## География
Находится в центральной части Архангельской области на расстоянии приблизительно 16 км на запад-северо-запад по прямой от районного центра села Холмогоры в северной части острова Большой Койдокурский в пойме реки Северная Двина.

## История
Была в 1939 году отмечена какпоселок в составе Верхнекойдокурского сельсовета Холмогорского района. До 2022 года входила в Койдокурское сельское поселение до его упразднения.

## Население
Численность населения: 3 человека (русские 100 %) в 2002 году, 1 в 2010.